# Benassal
Benassal (in castigliano Benasal) è un comune spagnolo di 1 374 abitanti situato nella comunità autonoma Valenciana.